# Pelourinho de Sever do Vouga
O Pelourinho de Sever do Vouga localiza-se na freguesia de Sever do Vouga, no município de Sever do Vouga, distrito de Aveiro, em Portugal.
Encontra-se classificado como Imóvel de Interesse Público desde 1933.

## Características
Colocado próximo do edifício da antiga câmara e cadeia, este pelourinho é um monumento quinhentista de granito, reconstruído em 1965 com o aproveitamento da base e do remate. A estrutura do símbolo municipal assenta num pódio hexagonal de três degraus, seguido de um plinto também hexagonal. Por sua vez, segue-se uma base cilíndrica em forma de bolbo, com elementos decorativos, que se prolonga num fuste prismático liso. Numa das faces do corpo paralelepipédico do remate figura o escudo nacional.